# Anthrax bifarius
Anthrax bifarius är en tvåvingeart som beskrevs av Hesse 1956. Anthrax bifarius ingår i släktet Anthrax och familjen svävflugor. Inga underarter finns listade i Catalogue of Life.